# Австралійсько-німецькі відносини
Зовнішні відносини існують між Австралією та Німеччиною . Обидві країни є членами G-20 найбільших економік, Організації економічного співробітництва та розвитку та ООН .

## Історія

### Нова Гвінея
Ранне зіткнення інтересів Австралії та Німеччини датується початком 1880-х років, оскільки і Німецька імперія, і еліти австралійських колоній Сполученого Королівства були зацікавлені в експлуатації ресурсів острова Нова Гвінея . Згодом північно-східна частина острова стала протекторатом Німеччини в 1884 році (Німецька Нова Гвінея), а Квінсленд приєднав південно-східну частину острова до Британської імперії в 1883 році. У 1902—1905 роках, незабаром після утворення Австралійської Співдружності, ця територія Папуа була офіційно передана під управління Австралії. Таким чином, виник сухопутний кордон між німецькими та австралійськими колоніальними володіннями, принаймні, як лінія на картах світу. На практиці, однак, було мало, якщо будь-яка колоніальна присутність у внутрішній частині острова, і кордон залишався переважно неприкритим.

### Дві війни

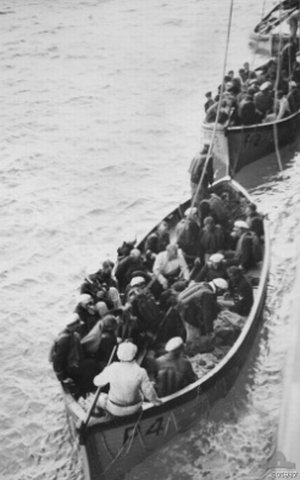
Рятувальні шлюпки з деякими вцілілими з німецького допоміжного крейсера Kormoran були відбуксовані до Карнарвона, Західна Австралія, вантажним судном «Centaur». HMAS «Sydney» був програний усіма руками.

Бувши членом Британської імперії, Австралія опинилася у стані війни з Німеччиною як у Першій (1914—1918), так і в Другій (1939—1945) світових війнах . Хоча обидві країни широко географічно розділені, обидві війни включали деякі прямі зіткнення між військовими двох країн.. Незважаючи на те, що найбільш пам'ятна операція австралійців під час Першої світової війни, Галліполіська кампанія, велася проти Османської імперії, багато австралійських підрозділів зіткнулися з німцями на Західному фронті, тоді як невеликі австралійські військово-морські та військово-експедиційні сили билися з німцями в Тихому океані.
Наприкінці війни австралійська делегація брала участь у переговорах щодо укладення Версальського договору, закріпивши розподіл колишньої Німецької імперії між переможцями. Версальський договір став першим міжнародним договором, підписаним представниками Австралії. Прем'єр-міністр Австралії Біллі Г'юз силоміць вимагав від Німеччини високих репараційних виплат і статті 231, яка покладала на неї винність у конфлікті, щоб Британська імперія та домініони могли отримати вигоду від виплат, незважаючи на спротив Сполучених Штатів . Відповідно до договору колишня німецька Нова Гвінея стала територією Нової Гвінеї, якою керує Австралія за мандатом Ліги Націй . Віддалений ізольований острів Науру, який раніше був адміністративно частиною німецької Нової Гвінеї, став окремою підмандатною територією — теоретично, під спільним управлінням Австралії, Нової Зеландії та Сполученого Королівства, але де-факто керували переважно австралійці.
Під час Другої світової війни Австралія була однією з перших країн, які оголосили війну Німеччині 3 вересня 1939 року, на третій день німецького вторгнення в Польщу . Битва між HMAS «Sydney» та німецьким допоміжним крейсером «Kormoran» у листопаді 1941 року призвела до затоплення обох кораблів; Кампанія в Західній пустелі, включаючи облогу Тобрука, була важливою сухопутною кампанією за участю значної частини Німеччини та Австралії.
Під час обох воєн німецькі ворожі іноземці, знайдені в Австралії на початку війни, були інтерновані. У таборах для інтернованих і військовополонених по всій Австралії також тут розміщувався ряд німецьких моряків (як з торгового флоту, так і з флоту), а також німецькі військовополонені, привезені з інших театрів (в першу чергу, північної Африки).

### Дипломатична історія
Німецька імперія відкрила консульство в Сіднеї наприкінці 19 століття. Німецький консул Карл Людвіг Саль (1840—1897), який провів більшу частину свого життя в південно-тихоокеанському регіоні, був прийнятий британською владою 18 жовтня 1872 року; він служив у Сіднеї до своєї смерті в 1897 році і був там похований.
Після Першої світової війни в 1924 році до Австралії прибув перший консул Веймарської республіки доктор Ганс Бюзінг
Дипломатичні відносини між Австралією та Федеративною Республікою Німеччина почалися незабаром після створення останньої. У 1949 році в Бонні була створена австралійська місія, акредитована при Верховній комісії союзників (окупаційний уряд). У 1952 році місію було перетворено на посольство Австралії, акредитоване при уряді ФРН. Дипломатичні відносини з Німецькою Демократичною Республікою були встановлені урядом Вітлама в 1973 році (див. нижче).

### Відносини з НДР
Приблизно 27 років після краху нацистської Німеччини австралійський уряд відмовлявся визнавати Східну Німеччину або приймати східнонімецькі паспорти через ідеологічні та політичні причини; Австралія розглядає НДР як державу-сателіт, яка перебуває під сильним впливом Радянського Союзу, тоді як НДР розглядає Австралію як продукт британського колоніалізму, який має намір знищити марксизм-ленінізм . Проте були невеликі торгові відносини та візити на низькому рівні, які залишилися непоміченими урядами.
Лише в 1972 році, після перемоги лейбористів під проводом Гоу Вітлема, уряд розглянув можливість визнання НДР. Після деяких переговорів між двома урядами наступного року уряд Австралії нарешті визнав НДР. У «дипломатичному кварталі» Східного Берліна за адресою Grabbeallee 34 було побудовано посольство. Після возз'єднання Німеччини в 1990 році посольство (разом з іншим у Бонні) було закрито.

### Європейський Союз
Німеччина була одним із засновників Європейського Союзу (ЄС). ЄС і Австралія мають міцні відносини і все частіше бачать очі на міжнародні проблеми. Відносини між ЄС та Австралією базуються на Рамковій угоді про партнерство, вперше погодженій у 2008 році. Він охоплює не лише економічні відносини, а й ширші політичні питання та співпрацю.

## Торгівля
Торгівля між двома країнами значна, але сильно зважена на імпорт з Німеччини. У 2008 році загальна двостороння торгівля товарами була оцінена в понад $13,4 млрд, з яких $11,4 млрд (85 %) були імпортовані з Німеччини.

Щомісячна вартість експорту австралійських товарів до Німеччини (млнавстралійських доларів) з 1988 року
Щомісячна вартість експорту німецьких товарів до Австралії (мільйониавстралійських доларів) з 1988 року
Щомісячні короткострокові рейси з Австралії до Німеччини з 1991 року

## Договори
Значна кількість двосторонніх договорів між Австралією та Німеччиною включають угоди про торгівлю, науку, космос, оподаткування/соціальне забезпечення, екстрадицію та інші питання.

## Постійні дипломатичні представництва
- Австралія має посольство в Берліні та генеральне консульство у Франкфурті .[12]
- Німеччина має посольство в Канберрі та генеральне консульство в Сіднеї .[13]

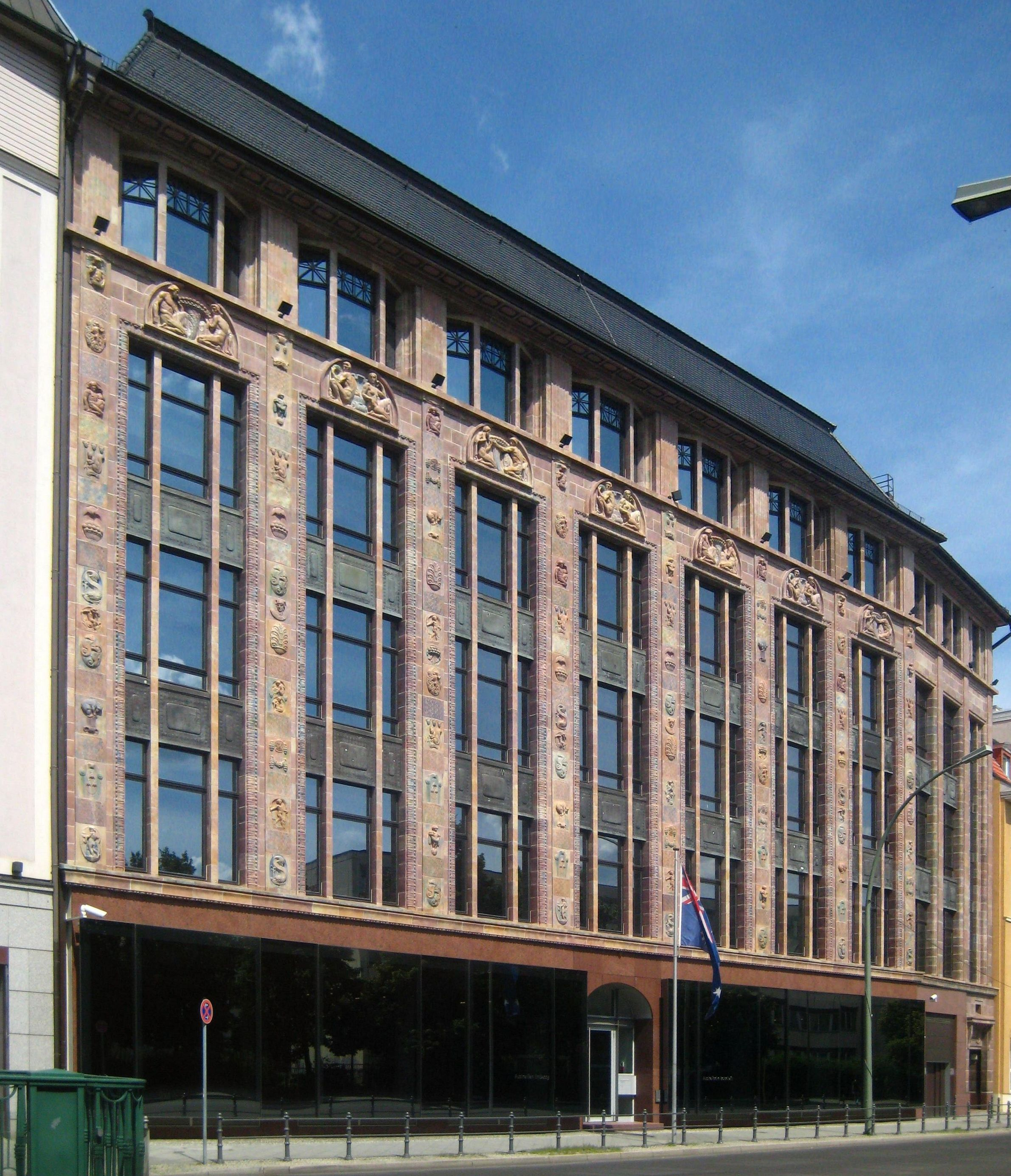
Посольство Австралії в Берліні
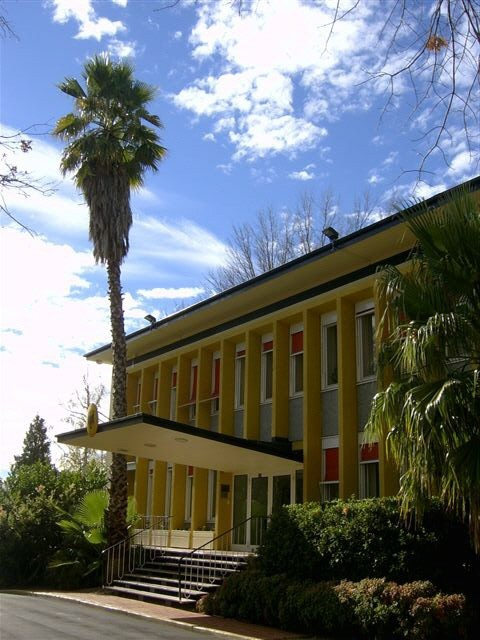
Посольство Німеччини в Канберрі